# Elliptisk enhet
Inom matematiken är elliptiska enheter vissa enheter av abelska utvidgningar av imaginära kvadratiska kroppar konstruerade genom att använda singulära värden av modulära funktioner, eller divisionsvärden av elliptiska funktioner. De introducerades av Gilles Robert år 1973, och användes av John Coates och Andrew Wiles i deras arbete om Birch–Swinnerton-Dyers förmodan. Elliptiska enheter är en analogi för imaginära kvadratiska kroppar av cyklotomiska enheter. De bildar ett exempel på ett Eulersystem.
Ett system av elliptiska enheter kan konstrueras från en elliptisk kurva E med komplex multiplikation med ringen av heltal R av en imaginär kvadratisk kropp F. För enkelhetens skull anta att har F klassantal ett. Låt a vara ett ideal av R med generator α. För en Weierstrassmodell av E, definiera
{\displaystyle \Theta _{\mathbf {a} }=\alpha ^{-12}\Delta _{E}^{N\mathbf {a} -1}\prod _{\mathbf {a} P=0,P\neq 0}(x-x(P))^{-6}\ .}
där Δ är diskriminanten och x är X-koordinaten på Weierstrassmodellen. Funktionen Θ är oberoende av valet av modell, och är definierad över kroppen E är definierad över.  
Låt b vara ett ideal av R relativt prim till a och Q en R-generator av b-torsionen. Då är Θa(Q) definierad över strålklasskroppen K(b), och om b inte är en primtalspotens är Θa(Q) en global enhet: om b är en potens av ett primtal p är Θa(Q) en enhet bort från p.
Funktionen Θa satisfierar en distributionsrelation för b = (β) relativt prim till a:
{\displaystyle \prod _{\mathbf {b} Q=0}\Theta _{\mathbf {a} }(P+R)=\Theta _{\mathbf {a} }(\beta P)\ .}